# James D. Griffin

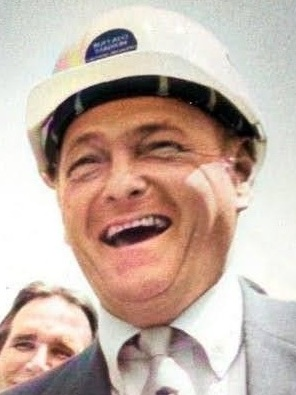
James D. Griffin (1986)

James Donald „Jimmy“ Griffin (* 29. Juni 1929 in Buffalo; † 25. Mai 2008) war ein US-amerikanischer demokratischer Politiker.

## Ausbildung, Beruf und Familie
Griffin war der Sohn von Thomas J. Griffin und Helen M. Griffin, geb. O’Brien. Von 1951 bis 1953 diente er in der United States Army und kämpfte im Koreakrieg. Er studierte am Erie County Technical Institute in Buffalo, wo er 1958 einen Abschluss erlangte. Zunächst arbeitete er im Bereich Futtermittelanlagen und Getreideheber in Buffalo und später als Ingenieur für das Eisenbahnunternehmen Buffalo Creek Railroad. 1968 heiratete er Margaret Ellen McMahon. Er wurde Vater von drei Kindern.

## Politischer Werdegang
Griffin gehörte von 1961 bis 1965 dem Ellicott District Council in Buffalo an. Von 1967 bis 1977 war er Mitglied im Senat des Bundesstaates New York. Von 1978 bis 1993 war er Bürgermeister von Buffalo, New York.